# José Paulo Moreira da Fonseca
José Paulo Moreira da Fonseca (Rio de Janeiro, 13 de junho de 1922 --- Rio de Janeiro, 4 de dezembro de 2004) foi um escritor, poeta, ensaísta, teatrólogo, pintor e crítico de arte brasileiro.

## Biografia
Formou-se em Direito em 1945 e em Filosofia em 1948, pela Pontifícia Universidade Católica do Rio de Janeiro. É considerado pela crítica literária como um dos maiores poetas da geração de 1940/50, tendo sido indicado mais de uma vez para a Academia Brasileira de Letras. 
José Paulo começou a pintar por volta de 1950. Apareceu em público pela primeira vez em 1957 quando expôs no Salão de Arte Moderna, no Rio de Janeiro.
Em 1974 recebeu da Câmara Brasileira do Livro o importante Prêmio Jabuti na categoria de poesia com o livro Luz e Sombra.

## Obras publicadas
- Elegia diurna - poesia (1947)
- Poesias - poesia (1949)
- Dois poemas - poesia (1951)
- Dido e Eneas - teatro (1953)
- A tempestade e outros poemas - poesia (1956)
- Raizes - poesia (1957) - Prêmio Graça Aranha
- Três livros - poesia (1958) - Prêmio Jabuti
- Breves memórias de Alexandros Apollonius - ensaios (1960)
- Sequência - poesia (1962)
- O mágico - teatro (1963) - Prêmio do Pen Club do Brasil de 1964
- Uma cidade - poesia (1965)
- Exposição de arte - ensaios (1965)
- Antologia poética (1968)
- A simples vida - poesia (1972) - Prêmio Paula Brito
- Luz sombra - poesia (1973) - Prêmio Jabuti de 1974
- Palavra e silêncio - poesia (1974)
- A noite o mar o sol - poesia (1975) - Prêmio estadual de literatura
- Via sacra de Jesus hoje - teatro (1980)
- Cores e palavras: diário de viagem - poesia (1982)
- As sombras o caminho a luz - poesia (1988)
- Noturno em Vargem das Pedras - teatro (1996)